# Raydio
Raydio – amerykańska grupa muzyczna, wykonująca muzykę funkową i R&B, założona w 1977 roku przez Raya Parkera Jr., wraz z Vincentem Bohnamem, Jerrym Knightem i Arnellem Carmichaelem.

## Historia

### Lata 70. i Raydio
Po zawarciu kontraktu płytowego, w 1978 roku utwór „Jack and Jill”, który znajduje się w albumie o tej samej nazwie, stał się hitem grupy. Utwór zdobył 8. miejsce w Billboard Hot 100 i 11. miejsce w UK Singles Chart, za co grupa dostała złotą płytę. Piosenka „Is This a Love Thing” osiągnęła 27. miejsce w Wielkiej Brytanii w sierpniu 1978 roku. Następnym znanym przebojem był „You Can’t Change That” wydany w kwietniu 1979 roku w albumie Rock On. Singel zdobył 9. miejsce w liście przebojów Billboard. We wrześniu 1979 wystąpili na koncercie (który był protestem antynuklearnym) w Madison Square Garden. Występ z utworem „You Can’t Change That” znajduje się w albumie No Nukes.

### Lata 80. i nowa formacja
Pod koniec 1980 roku, grupa przerodziła się w formację Ray Parker Jr. i Raydio i wydała dwa nowe albumy: Two Places at the Same Time (1980 r.) i A Woman Needs Love (1981 r.). W albumach znalazły się dwa utwory, które okazały się być kolejnymi hitami („Two Places at the Same Time” – 30. miejsce 28 czerwca 1980 roku i „That Old Song” – 21. miejsce 5 września 1981 roku). Ich ostatnim i najbardziej popularnym kawałkiem był „A Woman Needs Love (Just Like You Do)”. Wydany 21 lutego 1981 roku, zdobył 4. miejsce w Billboard Hot 100.
Po tym, jak Ray Parker Jr. chciał zacząć karierę solo, zespół został rozwiązany w 1981 roku.

### Kariery solo
Po rozpadzie zespołu, główny jej wokalista rozpoczął karierę solo. Pierwsze jego sześć utworów, które uplasowały się w Top 40, były hitami lat 80., m.in. „The Other Woman” (4. miejsce w kategorii pop) i „Ghostbusters”. Drugi kawałek był utworem tytułowym filmu Ghostbusters. Singel wzbił się na 1. miejsce i był na nim przez trzy tygodnie w Billboard Hot 100 w 1984 roku.
Jerry Knight miał też swoją, jednakże dosyć przeciętną karierę solo. W połowie lat 80. stworzył duet Olie & Jerry z Olliem E. Brownem (który był perkusistą sesyjnym wszystkich albumów zespołu Raydio). Ich dwa najpopularniejsze utwory stały się soundtrackami filmów: „Breakin’... There’s No Stopping Us” był muzyką filmu Breakin’ wydanego w 1984 roku; piosenka uzyskała 9. miejsce w Billboard Hot 100 i 1. miejsce w Hot Dance Club Songs. Ich drugim singlem był „Electric Boogaloo” (z filmu Breakin’ 2: Electric Boogaloo), który nie uplasował się w liście Hot 100, ale zdobył 45. miejsce w Hot R&B/Hip-Hop Songs.
W 2013 roku początkowi członkowie zespołu (Arnell Carmichael i Vincent Bonham) reaktywowali zespół Raydio. Zwerbowali do swojego składu dwóch nowych członków – Jamesa Carmichaela i młodego piosenkarza – Giovvaniego Roggersa. Rozpoczęli trasy koncertowe z zespołami takimi jak Average White Band, War i DeBarge. Aktualnie grupa nadal funkcjonuje, występując na koncertach, festiwalach i prywatnych eventach.

## Dyskografia
Wszystkie albumy i single wymienione poniżej, zostały wydane przez wydawnictwo Arista Records.

### Albumy studyjne
| Rok                                     | Tytuł                       | Pozycja w liście przebojów | Pozycja w liście przebojów | Pozycja w liście przebojów | Pozycja w liście przebojów | Pozycja w liście przebojów | Certyfikat       |
| Rok                                     | Tytuł                       | US                         | US R&B                     | AUS                        | CAN                        | SWE                        | Certyfikat       |
| --------------------------------------- | --------------------------- | -------------------------- | -------------------------- | -------------------------- | -------------------------- | -------------------------- | ---------------- |
| 1978                                    | Raydio                      | 27                         | 45                         | 43                         | 29                         | –                          | USA: złota płyta |
| 1979                                    | Rock On                     | 45                         | 4                          | 65                         | 42                         | –                          | USA: złota płyta |
| 1980                                    | Two Places at the Same Time | 33                         | 6                          | –                          | –                          | 40                         | USA: złota płyta |
| 1981                                    | A Woman Needs Love          | 13                         | 1                          | –                          | –                          | –                          | USA: złota płyta |
| „–” oznacza, że album nie był notowany. |                             |                            |                            |                            |                            |                            |                  |

### Single
| Rok                                      | Tytuł                                   | Pozycja w liście przebojów | Pozycja w liście przebojów | Pozycja w liście przebojów | Pozycja w liście przebojów | Pozycja w liście przebojów | Pozycja w liście przebojów | Pozycja w liście przebojów | Pozycja w liście przebojów | Pozycja w liście przebojów | Pozycja w liście przebojów | Pozycja w liście przebojów | Album                       |
| Rok                                      | Tytuł                                   | US                         | US R&B                     | US A/C                     | US DAN                     | AUS                        | BEL                        | CAN                        | IRE                        | NLD                        | NZ                         | UK                         | Album                       |
| ---------------------------------------- | --------------------------------------- | -------------------------- | -------------------------- | -------------------------- | -------------------------- | -------------------------- | -------------------------- | -------------------------- | -------------------------- | -------------------------- | -------------------------- | -------------------------- | --------------------------- |
| 1978                                     | „Jack and Jill”                         | 8                          | 5                          | –                          | –                          | 4                          | 14                         | 5                          | –                          | 24                         | 4                          | 11                         | Raydio                      |
| 1978                                     | „Is This a Love Thing”                  | –                          | 20                         | –                          | –                          | –                          | –                          | –                          | 17                         | –                          | –                          | 27                         | Raydio                      |
| 1978                                     | „Honey I’m Rich”                        | –                          | 43                         | –                          | –                          | –                          | –                          | –                          | –                          | –                          | –                          | –                          | Raydio                      |
| 1979                                     | „You Can’t Change That”                 | 9                          | 3                          | 25                         | –                          | 6                          | 17                         | 9                          | –                          | 12                         | 12                         | –                          | Rock On                     |
| 1979                                     | „More Than One Way to Love a Woman”     | –                          | 25                         | –                          | –                          | –                          | –                          | –                          | –                          | –                          | –                          | –                          | Rock On                     |
| 1980                                     | „Two Places at the Same Time”           | 30                         | 6                          | 34                         | –                          | –                          | –                          | 93                         | –                          | –                          | –                          | –                          | Two Places at the Same Time |
| 1980                                     | „For Those Who Like to Groove”          | –                          | 14                         | –                          | 23                         | –                          | –                          | –                          | –                          | –                          | –                          | –                          | Two Places at the Same Time |
| 1980                                     | „Can’t Keep You from Cryin’”            | –                          | 57                         | –                          | –                          | –                          | –                          | –                          | –                          | –                          | –                          | –                          | Two Places at the Same Time |
| 1981                                     | „A Woman Needs Love (Just Like You Do)” | 4                          | 1                          | 11                         | –                          | 47                         | 16                         | 8                          | –                          | 9                          | 10                         | –                          | A Woman Needs Love          |
| 1981                                     | „Still in the Groove”                   | –                          | –                          | –                          | 35                         | –                          | –                          | –                          | –                          | –                          | –                          | –                          | A Woman Needs Love          |
| 1981                                     | „That Old Song”                         | 21                         | 26                         | 7                          | –                          | –                          | –                          | –                          | –                          | –                          | –                          | –                          | A Woman Needs Love          |
| 1981                                     | „It’s Your Night”                       | –                          | 73                         | –                          | –                          | –                          | –                          | –                          | –                          | –                          | –                          | –                          | A Woman Needs Love          |
| „–” oznacza, że singel nie był notowany. |                                         |                            |                            |                            |                            |                            |                            |                            |                            |                            |                            |                            |                             |